# Familjehem
Familjehem är ett enskilt hem som på uppdrag av myndighet tar emot barn för stadigvarande vård och fostran eller vuxna för vård och omvårdnad och vars verksamhet inte bedrivs yrkesmässigt. Det är således en modern term för vad som tidigare kallades fosterhem eller social bostad. Detta skiljer dem från de idag, i Sverige och den utvecklade världen, ovanligare barnhemmen. Barnhem förekommer oftare i utvecklingsländer.
I Sverige regleras användningen av familjehem av Socialtjänstlagen (SFS 2001:453) med kompletterande regler i socialtjänstförordningen (SFS 2001:937), och den som beslutar om placering är socialnämnden i varje kommun. Mellan 3 och 4 procent av alla barn i Sverige placeras någon gång i ett familjehem eller på en institution. Cirka en procent av alla barn vistas minst fem år av sin uppväxt i ett familjehem eller på en institution.
Det finns i Sverige två juridiska skäl till att barn placeras utom hemmet. Det ena skälet är föräldrars bristande omsorg, till exempel i samband med föräldrars psykiska ohälsa, missbruk och kriminalitet eller när föräldrarna avlidit eller på annat sätt saknas. Det andra skälet är den unges egna destruktiva beteende, till exempel kriminalitet, missbruk eller prostitution. Placeringarna kan ske med vårdnadshavarens, och för barn från 15 års samtycke enligt socialtjänstlagen eller utan samtycke enligt lagen med särskilda bestämmelser om vård av unga.
Barn vårdade i familjehem eller institution har i vuxen ålder en kraftigt förhöjd risk för suicid, psykisk ohälsa, missbruk, allvarlig kriminalitet och behov av långvarigt försörjningsstöd.

## Beskrivning
När man utreder en placering av ett barn sker detta via socialtjänsten, i Sverige socialnämnden. För arbetet som familjehem utgår en ersättning.   
Familjehemmet tar hand om barnets dagliga behov. Det yttersta ansvaret vid en placering har alltid socialnämnden.
Familjehem är mer eller mindre permanent, medan jourhem är ett akut och tillfälligt alternativ. Placeringen kan ske i släktinghem eller hos andra privatpersoner.
Ungdomar som har allvarligt och upprepat kriminellt beteende placeras vanligen på institution istället för i familjehem, antingen på särskilda ungdomshem eller på kommunala eller privata hem för vård eller boende (HVB). Ett alternativ är placering i så kallad behandlingsfamilj.

## Sverige
I Sverige regleras användningen av familjehem av Socialtjänstlagen (SFS 2001:453) med kompletterande regler i socialtjänstförordningen (SFS 2001:937). 
Att placeras i familjehem kräver en utredning, medan placering i jourhem kan ske på mycket kort varsel, om så behövs. 
För varje familj görs en grundlig utredning genom bedömningsmetoderna BRA-Fam samt Barns behov i centrum (BBIC). Man tittar på vilka förutsättningar familjen har för att ta emot ett barn som behöver ett tryggt hem med vuxna som har en känslomässig närvaro att möta barnet där det befinner sig och kan ge barnet en trygg tillvaro under den tid som barnet behöver vara placerad. 
Generellt finns det inga restriktioner för hur gammal man ska vara eller hur man bor. Man kan således vara ensamstående, gift, sambo, pensionär eller studerande. Ett krav som finns idag är att barnet ska erbjudas ett eget rum. Som familjehem håller man en kontinuerlig kontakt med det biologiska nätverket, gode män, socialtjänsten samt andra instanser.       
Det råder (2016) en brist på familjehem och kommunerna söker aktivt efter nya familjer som vill ta emot barn som både är uppväxta i Sverige såväl som ensamkommande barn. 

### Insatser för unga i samband med placering

#### Insatser för de ungas hälsa
SBU har genomfört en systematisk översikt om den forskning som finns om insatser för bättre psykisk och fysisk hälsa hos familjehemsplacerade barn. Översikten visar att insatser till familjehemsplacerade barn och familjehemsföräldrar kan förbättra barnens psykiska och fysiska hälsa, sociala situation, livskvalitet samt placeringarnas stabilitet.
För tre specifika insatser finns det en något säkrare kunskap om deras effekter än för andra insatser; Attachment and Biobehavioral Catch-up som är en utbildning för familjehemsföräldrar som kan minska vissa psykiska symtom hos barnen, Incredible Years (föräldradelen) kan minska barns beteendeproblem och öka familjehemsföräldrarnas förmåga att klara föräldrarollen, samt Take Charge som är en specialpedagogisk insats till familjehemsplacerade ungdomar som kan förbättra deras utbildningsgång, möjligheter till arbete och förbättra deras självbestämmande. Det är mindre vanligt i Sverige att erbjuda stöd till barn och familjehemsföräldrar under tiden för placeringen. Ingen av de insatser som kommunerna uppgett att de använt för de familjehemsplacerade barnen har utvärderats i en studie. Det behövs därför forskning som undersöker effekten av de insatser som används inom familjehemsvården i Sverige. De insatser som identifierats i litteratursökningen bör kunna användas i Sverige, men deras effekter bör följas upp och studeras i en svensk kontext. Personer som växt upp i familjehem, deras föräldrar och familjehemsföräldrar efterlyser mer stöd under placeringen. Insatsernas kostnadseffektivitet bör även studeras.

#### Stöd vid övergång till vuxenliv
Att ungdomar som ska flytta från social dygnsvård får stöd via en samordnande person (en mentor eller case manager) har i en systematisk översikt från SBU visats kunna göra viss nytta i övergången till ett självständigt vuxenliv. Stödet (som i USA går under paraplybeteckningen ILS, Independent Living Services) kan gälla boende, utbildning, arbete, fysisk och psykisk hälsa samt sociala relationer. Den forskning som SBU har sammanställt tyder på att ungdomar som fått ILS blivit något mer självbestämmande och i något ökad utsträckning fått gymnasieexamen, påbörjat eftergymnasial utbildning, fått ett betalt arbete, stabilt boende och god livskvalitet. Effekterna är små och osäkra men kan enligt SBU vara betydelsefulla för unga med stor risk för allvarliga problem i vuxen ålder.

## Globalt

### Israel
I slutet av 2013 godkände Knesset ett förslag av presenterat av Israeliska Rådet för Barn som skulle reglera rättigheterna och främja deltagandet i fostervårdssystemet i Israel.

### Kambodja
I Kambodja är fostervård ett relativt nytt begrepp som används av officiella organ i landet. Trots en sen implementering av systemet har det accepterats väl och det fortsatta stödet för det har ökat. Regeringen i Kambodja har under 2006 och 2008 sjösatt flera olika projekt där man undersökt användandet av barnhem som en lösning för barn som varit utsatta i landet, detta eftersom man under 90-talet fick se en ökning av både officiella och inofficiella barnhem. Undersökningarna som man sjösatte visade på att 80% av barnen som bodde på ett barnhem med andra barn faktiskt hade egna föräldrar och familj. Detta har på senare tid lett till att man stängt många barnhem och börjat att placera barn i familjehem istället.

### Kanada
I Kanada finns det cirka 48 000 barn som bor i familjehem. Drygt 29 000 av dessa barn är under 14 år. I Kanada bor man i ett familjehem tills man anses klara sig själv, ofta vid 18 års ålder. Efter 18 års ålder eller när barnet är "age out of care" som det även kallas i Kanada har regeringen inte längre något ansvar för individen och man anses kunna klara sig själv.

### Storbritannien
I Storbritannien har fostervård och adoption alltid funnits och varit något som är accepterat utifrån det att man tog andra människors barn in i sitt hem och såg efter dem på temporär eller permanent basis. Det fanns inget lagstadgat angående fostervård i Storbritannien fram till 1900-talet. Man började efter det placera barn i barnhem och även i hem där barnen fick jobba. Under första världskriget såg man en ökning av en mer strukturerad adoptionsprocess där man gick igenom organisationer som stod för barnens rättigheter och jobbade aktivt för att skydda utsatta barn. Man pressade på att adoption skulle vara lagstadgat vilket även skedde efter kriget, år 1926. I Storbritannien har det gjorts allt färre adoptioner sedan toppen under slutet av 1960. Det främsta skälet till att barn blev adopterade och hamnade i familjehem var att det i Storbritannien varit många ensamstående mödrar som varit öppna för att adoptera bort sina barn.[källa behövs]

#### Relaterade ord
"Barn i familjehem" är sedan 1982 den officiella termen för en minderårig som är placerad i familjehem. Fram till 1982, då socialtjänstlagen trädde i kraft, talades det om "fosterhem", "fosterbarn" och "fosterföräldrar".